# DU Волопаса
DU Волопаса (лат. DU Boötis), HD 126080 — двойная затменная переменная звезда типа Беты Лиры (EB) в созвездии Волопаса на расстоянии приблизительно 1190 световых лет (около 365 парсеков) от Солнца. Видимая звёздная величина звезды — от +9,02m до +8,48m. Орбитальный период — около 1,0559 суток*.

## Характеристики
Первый компонент — белая звезда спектрального класса A2*, или A7V. Масса — около 2,08 солнечных, радиус — около 3,19 солнечных, светимость — около 34,622 солнечных. Эффективная температура — около 7610 K.
Второй компонент — белая звезда спектрального класса A. Масса — около 0,487 солнечной, радиус — около 1,74 солнечного, светимость — около 9,098 солнечных. Эффективная температура — около 7850 K.

## Планетная система
В 2019 году учёными, анализирующими данные проектов HIPPARCOS и Gaia, у звезды обнаружена планета.